# Slippery When Wet
Slippery When Wet (englisch für etwa „Bei Nässe Rutschgefahr“) ist das dritte Studioalbum der US-amerikanischen Rockband Bon Jovi. Es ist bis heute das kommerziell erfolgreichste Album der Band und verhalf der Gruppe zum weltweiten Durchbruch. Es wurde im August 1986 veröffentlicht und feierte im darauffolgenden Jahr seine größten Erfolge.
Stilistisch zählt das Album zum Hard Rock und Glam Metal bzw. Pop Metal und markierte den Startschuss des kommerziellen Höhenflugs jener Musikrichtung Ende der 1980er-Jahre. Es ist selbst eines der meistverkauften Alben jenes Genres und gehört auch zu den weltweit meistverkauften Musikalben. Die Band begann mit dem Album auch Trends, die sie mit den folgenden Alben fortführte und ausbaute, wobei sie sich dabei aber schrittweise vom Glam Metal entfernte.

## Entstehung

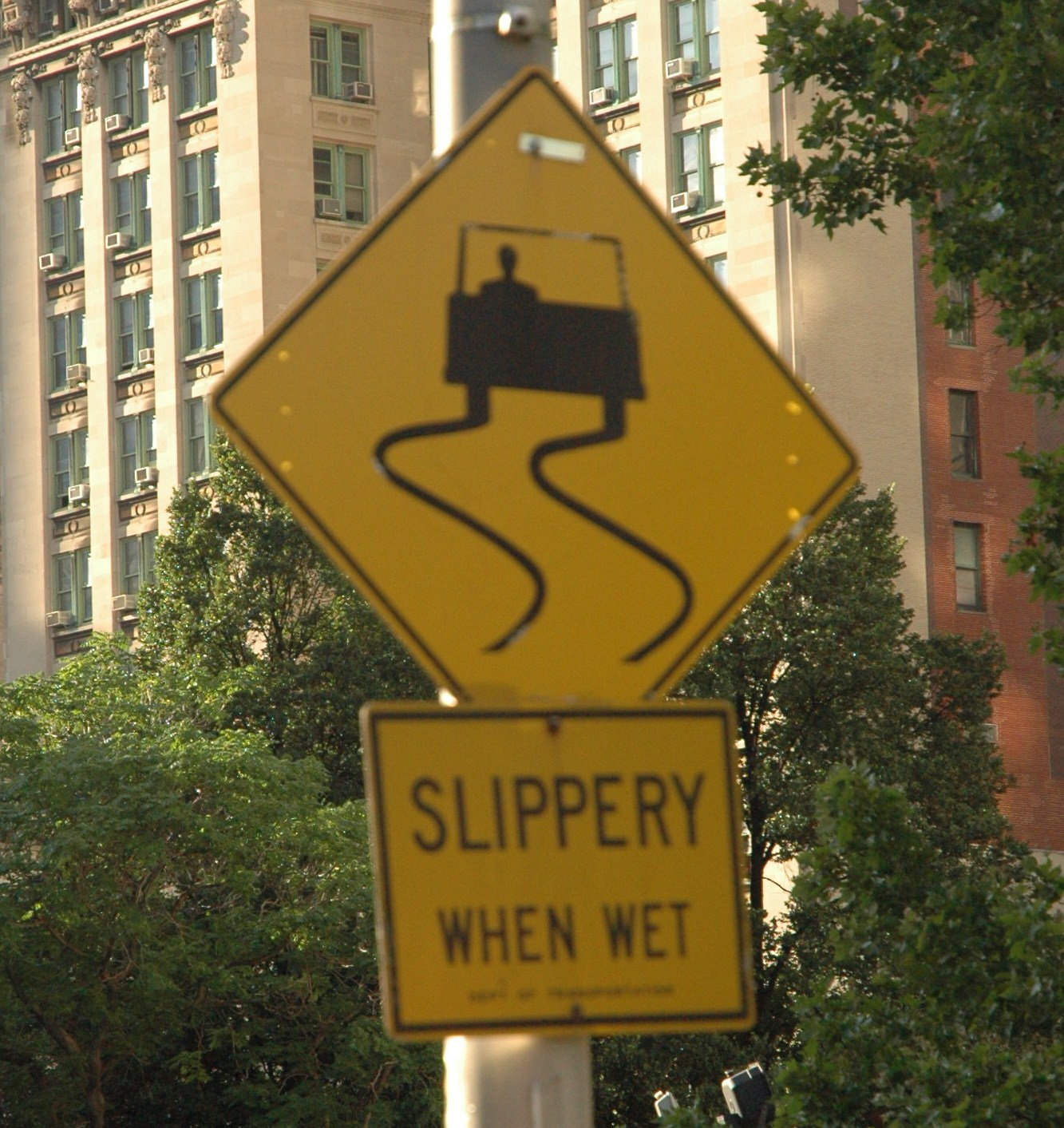
Straßenschild in New York

Nachdem Bon Jovis gleichnamiges Debütalbum Bon Jovi mit einem Top-40-Hit in den USA einen für die Bandmitglieder respektablen Erfolg darstellte, war das zweite Album 7800° Fahrenheit, vor allem in den USA, ein Flop. Deswegen hatte sich der Druck auf die Band von Seiten des Plattenlabels erhöht, das nächste Album müsse ein Erfolg werden. Deshalb holten sich Jon Bon Jovi und Richie Sambora beim Schreiben der Songs für das Album Hilfe in Person von Desmond Child, mit dem sie zusammen drei Stücke für das Album verfassten.
Eigentlich sollte das Album nach einem der darauf enthaltenen Lieder Wanted Dead or Alive benannt werden; das dazugehörige Albumcover wäre dann ein Photo der Band als Cowboys gewesen. Später stand auch der Titel Guns N’ Roses, nach der gleichnamigen Band, zur Auswahl.

And I almost called „Slippery When Wet“ „Guns N’ Roses“ […] This is so us, you know, love-songs and cowboy-songs…

“Und ich hätte Slippery When Wet fast Guns N’ Roses genannt […] So sind wir eben, weißt du, Liebeslieder und Cowboytitel...”

Diese Ideen wurden aber aufgegeben, nachdem sich die Bandmitglieder nachhaltig von dem Auftritt einer Nachtclubtänzerin in einer Bar in Vancouver beeindrucken ließen. Die Dame hatte auf der Bühne eine Duschnummer aufgeführt und sich dabei von oben bis unten eingeseift. Daraufhin war klar, dass das Album nur Slippery When Wet heißen konnte.
Davon inspiriert gibt es ein alternatives CD-Cover, auf dem eine Nahaufnahme von einer Teilnehmerin eines Wet-T-Shirt-Contests – auf ihrem T-Shirt steht der Name des Albums – abgebildet ist. Jedoch sprach sich das Label dagegen aus. Nur in Japan gab es Versionen des Albums mit diesem Cover. Das Standard-Cover wurde ein nasser verwischter Schriftzug (Slippery When Wet) auf einer Mülltüte.
Die Lieder, die den Weg auf das Album fanden, wurden angeblich von Fans, der sogenannten Pizza Parlour Jury (oder auch Pizza Pie Jury), ermittelt, wobei es zu diesem Thema nur inoffizielle und widersprüchliche Aussagen seitens der Band gibt.

## Musikalischer Stil
Das Album besteht, bis auf Never Say Goodbye, mit dem langsamere Melodien angespielt werden, aus schnelleren, melodischen Tracks, die drum- und gitarrenorientiert instrumentiert sind, mit virtuosen Gitarrensoli. Vom Stil her ist es also dem Pop Metal zuzuordnen, da Pop-Einflüsse recht deutlich herauszuhören sind. Diese Kombination aus harter Rockmusik mit Ohrwurm-Melodien machte die Band weltweit bekannt und bescherte ihr eine große Fangemeinde. Inhaltlich dreht sich das Album, grob unterteilt, um zwei Themen: Liebe auf der einen Seite und Spaß (beziehungsweise Hoffnung und Lebensfreude bei Livin’ on a Prayer) auf der anderen. Nur Wanted Dead or Alive lässt sich gar nicht in dieses Schema einordnen. Das Lied beschäftigt sich eher mit dem Leben auf Tour und hat dabei einen glorifizierenden und aggressiven Unterton.
Die Kritiken waren von der Musik des Albums nicht begeistert. Sie rechneten den Erfolg des Albums zu großen Teilen, mehr noch als den eingängigen Melodien, dem Auftreten und Aussehen des Leadsängers Jon Bon Jovi zu. Weiterhin fehle es den Texten der Lieder an Tiefe und sie bedienten lediglich Klischees.

## Titelliste

### Titelliste der internationalen Edition
1. Let It Rock (5:27) (Jon Bon Jovi, Richie Sambora)
2. You Give Love a Bad Name (3:42) (Bon Jovi, Sambora, Desmond Child)
3. Livin’ on a Prayer (4:09) (Bon Jovi, Sambora, Child)
4. Social Disease (4:18) (Bon Jovi, Sambora)
5. Wanted Dead or Alive (5:08) (Bon Jovi, Sambora)
6. Raise Your Hands (4:16) (Bon Jovi, Sambora)
7. Without Love (3:30) (Bon Jovi, Sambora, Child)
8. I’d Die for You (4:30) (Bon Jovi, Sambora)
9. Never Say Goodbye (4:48) (Bon Jovi, Sambora)
10. Wild in the Streets (3:54) (Bon Jovi)

### Titelliste der frühen japanischen Editionen
1. Pink Flamingos (0:57) (Bon Jovi, Sambora)
2. Let It Rock (4:27) (Bon Jovi, Sambora)
3. You Give Love a Bad Name (3:42) (Bon Jovi, Sambora, Child)
4. Livin’ on a Prayer (4:09) (Bon Jovi, Sambora, Child)
5. Social Disease (4:18) (Bon Jovi, Sambora)
6. Wanted Dead or Alive (5:08) (Bon Jovi, Sambora)
7. Raise Your Hands (4:16) (Bon Jovi, Sambora)
8. Without Love (3:30) (Bon Jovi, Sambora, Child)
9. I’d Die for You (4:30) (Bon Jovi, Sambora)
10. Never Say Goodbye (4:48) (Bon Jovi, Sambora)
11. Wild in the Streets (3:54) (Bon Jovi)

### Bonustracks der Special Edition von 2010
1. You Give Love a Bad Name (Live) (4:10) (Bon Jovi, Sambora, Child)
2. Livin' on a Prayer (Live) (5:33) (Bon Jovi, Sambora, Child)
3. Wanted Dead or Alive (Live) (5:22) (Bon Jovi, Sambora)

### Bonus-CD der japanischen Special Edition von 1998
1. Wanted Dead Or Alive (Live) (8:06) (Bon Jovi, Sambora)
2. Livin' on a Prayer (Live) (5:05) (Bon Jovi, Sambora, Child)
3. You Give Love a Bad Name (Live) (3:43) (Bon Jovi, Sambora, Child)
4. Wild in the Streets (Live) (4:55) (Bon Jovi)
5. Borderline (4:12) (Bon Jovi, David Bryan)
6. Edge of a Broken Heart (4:36) (Bon Jovi, Sambora, Child)
7. Never Say Goodbye (Live) (5:30) (Bon Jovi, Sambora)

### Wissenswertes zu den frühen japanischen Editionen
- Bei den frühen japanischen Editionen von Slippery When Wet wurde im Gegensatz zu den internationalen Editionen das einleitende Instrumental von „Let It Rock“ abgetrennt und unter der Bezeichnung „Pink Flamingos“ als eigenständiger Titel gelistet. Diese Aufteilung wurde aber bereits mit der japanischen Wiederveröffentlichung von 1991 aufgegeben und die Titelliste an die internationalen Veröffentlichungen angepasst.[10]

### Wissenswertes zur Bonus-CD der japanischen Special Edition von 1998
- Die Liveversion von „Wanted Dead or Alive“ wurde 1995 im Wembley-Stadion in London aufgenommen und erstmals auf dieser Special Edition veröffentlicht.
- Die Liveversion von „Livin' on a Prayer“ wurde 1987 im Cincinnati Gardens in Cincinnati aufgenommen und ursprünglich auf der 1988 erschienenen Single Bad Medicine veröffentlicht.[11]
- Die Liveversion von „You Give Love a Bad Name“ wurde 1987 im Cincinnati Gardens in Cincinnati aufgenommen und ursprünglich auf der 1988 erschienenen Single Bad Medicine veröffentlicht.[11]
- Die Liveversion von „Wild in the Streets“ wurde 1995 im Wembley-Stadion in London aufgenommen und ursprünglich auf der 1995 erschienenen Single Something for the Pain veröffentlicht.
- Der Song „Borderline“ wurde ursprünglich auf der 1986 erschienenen EP Borderline veröffentlicht.
- Der Song „Edge of a Broken Heart“ wurde ursprünglich 1987 auf dem Soundtrack zum Film Das Chaoten-Team (engl. Originaltitel: Disorderlies) veröffentlicht.
- Die genauen Aufnahmedaten der Akustik-Liveversion von „Never Say Goodbye“ sind nicht bekannt. Im Inlay der Special Edition von 1993 ist fälschlicherweise angegeben, dass die Liveaufnahme vom Konzert in der Miami Arena in Miami aus dem Jahre 1993 stammt.[11] Die Liveversion wurde ursprünglich auf der 1993 erschienenen Special Edition des Albums Keep The Faith veröffentlicht.

### Wissenswertes zur Special Edition von 2010
- Über alle drei Liveaufnahmen, die der Special Edition von 2010 hinzugefügt wurden, ist nur bekannt, dass sie während der Slippery-When-Wet-Tour aufgenommen wurden. Bei den Liveversionen von „You Give Love A Bad Name“, „Livin' on a Prayer“ und „Wanted Dead or Alive“ handelt es sich also nicht um dieselben Liveaufnahmen, die auf der Bonus-CD der japanischen Special Edition von 1998 enthalten sind.

### Outtakes
Neben den regulär veröffentlichten Songs des Albums gibt es noch zahlreiche Demos, die bis heute unveröffentlicht sind:
- Deep Cuts the Knife
- Game of the Heart
- Lonely Is the Night
- Never Enough (auch unter der Bezeichnung „Too Much too Soon“ bekannt)
- Out of Bounds (wurde im Jahre 2004 auf dem Box-Set 100,000,000 Bon Jovi Fans Can’t Be Wrong veröffentlicht)
- Right Side
- Stand up
- Take Me Home (Take Me All)
- The Promise
- There is No Answer
- Too Much, Too Soon (Never Enough)
- Walk, Don’t Run

## Informationen zu einzelnen Liedern

### Singleauskopplungen
You Give Love a Bad Name, Livin’ on a Prayer und Wanted Dead or Alive sind fester Bestandteil der Live-Auftritte der Band. Auch andere Songs vom Album werden immer noch live gespielt, im Gegensatz zu den Liedern der beiden vorherigen Alben, von denen nur noch Runaway, Bon Jovis erste Single, live gespielt wurde. Dies relativierte sich erst im Jahr 2009 mit der The-Circle-Tournee, bei der es mehrere Lieder der beiden ersten Alben wieder auf die Setlist gefunden haben.
Die Musikvideos zu den Singles des Albums ähneln sich: Sie zeigen alle hauptsächlich Live-Performances der Band. Jedoch ist das Video von Livin’ on a Prayer zweigeteilt: Im ersten Teil, der schwarz-weiß ist, wird eine Probe der Band gezeigt, wobei das Publikum fehlt. Mit einem Schlag der Drums setzt sich vor Beginn des zweiten Refrains das Video in Farbe fort und das Publikum ist plötzlich da. Wanted Dead or Alive ist komplett in Schwarz-Weiß gehalten und mischt Ausschnitte des Tour-Lebens mit einem Live-Auftritt.
Richie Sambora und Jon Bon Jovi spielten 1989 bei den MTV Video Music Awards, nur mit Akustik-Gitarren, ein Medley aus Livin’ on a Prayer und Wanted Dead or Alive. Dieser Auftritt gilt als Geburtsstunde von MTV Unplugged.
Vor allem Livin’ on a Prayer, aber auch Wanted Dead or Alive, gelten nach Born to Run von Bruce Springsteen, in New Jersey als Art inoffizielle Hymne des Staates, der als einziger US-Bundesstaat keine offizielle besitzt.

### You Give Love a Bad Name
Das Lied ist eines der härteren, aggressiveren auf dem Album. Textlich wird das Verhalten einer Frau angeklagt, die einem Mann das Herz gebrochen hat. Wegen dieses Liedes und des eigentlichen Albumcovers wurde dem Album und der Band eine gewisse Frauenfeindlichkeit vorgeworfen. Dazu trug auch bei, dass das alternative Albumcover, das im Booklet des Albums abgebildet ist, als Cover verschiedener Ausgaben der Single diente. Außerdem ist im Booklet des Albums ein weiteres Bild abgedruckt, auf dem sechs leicht bekleidete Mädchen Autos waschen, auch die Entstehungsgeschichte für den Namen des Albums trug zu den Vorwürfen bei.
In den Live Performances wird „You give love a bad name“ meistens mit dem Ausruf Jon Bon Jovi‘s „Somebody take me to the C“ begonnen, woraufhin jedes Instrument der Band im C-Key bespielt wird, sodass ein wilder Mix entsteht. Während er gespielt wird, animiert Jon Bon Jovi das Publikum, aufzustehen und „heizt“ es an. Schließlich beendet er den C-Mix und die Band spielt „You give love a bad name“. Außerdem lässt die Band mehrere Teile des Liedes vom Publikum singen.

### Livin’ on a Prayer
Jon Bon Jovi wollte den Titel ursprünglich nicht auf Slippery When Wet verwenden. Zwei Gründe hierfür waren, dass er das Lied nicht gut genug fand und es für ihn am Ende aufgrund der hohen Tonlage schwer zu singen ist. Schließlich konnte Richie Sambora ihn dennoch überreden, so dass man den Song für das Album neu aufnahm.
Bei Live-Auftritten wird „Livin‘ on a Prayer“ in den meisten Fällen am Ende der Show gespielt. Häufig startet Jon Bon Jovi das Lied mit einem  A Capella Part, der zum größten Teil vom Publikum gesungen wird. Auch große Teile des letzten Chorus werden vom Publikum gesungen. Paradebeispiel hierfür wäre die „Livin‘ on a Prayer“ Performance der Band im Hyde Park, London in 2011.

### Wanted Dead or Alive
Laut Jon Bon Jovi haben Richie Sambora und er den Song 1986 innerhalb eines Abends im Haus von Richie Samboras Eltern komplett geschrieben und eingesungen. Das Lied ist vom „Wilden Westen“ inspiriert, was dem Song eine deutliche Cowboy-Attitüde verleiht, sowohl kompositorisch als auch textlich. Der Song handelt vom Leben auf Tour und verbindet das mit dem „Cowboy-Lifestyle“. Trotz der Glorifizierung dieses Lebens, besitzt das Lied eine sehnsüchtige, depressive Ausstrahlung. Insgesamt ist der Anteil von Richie Sambora an der Gesamtkomposition dieser Single sehr groß.
Eine Besonderheit und das Erkennungszeichen dieses Liedes ist das klassische Gitarren-Intro mit der Akustik-Gitarre. Wenn der Song Live gespielt wird setzt sich Richie Sambora meistens, wenn er nicht von Anfang an einen trägt, einen Wanted-Dead-or-Alive-Hut auf. Außerdem teilen Jon Bon Jovi und Richie Sambora sich die Lead-Vocals der letzten Strophe, anders als auf der Album-Version.
Einen ähnlichen thematischen und musikalischen Inhalt weist das gesamte erste 1990 veröffentlichte Soloalbum Blaze of Glory von Jon Bon Jovi auf, der damit seine Cowboy- und Wildwest-Affinität noch stärker zum Ausdruck brachte. Jedoch hat auch die Band diese Affinität beibehalten, erkennbar zum Beispiel an Dry County aus 1992; aber auch noch an z. B. Put the Boy Back in Cowboy aus 2007. Allerdings ging mit der Zeit die Aggressivität größtenteils verloren und gab Klängen der Country-Musik den Vorzug, die ebenfalls unter anderem Western-Bezüge aufweist.
Wanted Dead or Alive ist der Bon-Jovi-Song, der am häufigsten für Filme und Serien verwandt wurde, darunter: Born to be Wild – Saumäßig unterwegs (als John Travolta ein Motorrad stiehlt), Scooby-Doo 2 (kurz vor Ende des Filmes) und in der Folge „El Viejo“ von Miami Vice (mit Gaststar Willie Nelson). Auf dem Soundtrack zum Film Wild Wild West findet sich eine Rap-Coverversion des Songs, die von Kel Spencer feat. Richie Sambora präsentiert wird. Ebenso ist der Song im Film Harley Davidson & The Marlboro Man zu hören und kann im Videospiel Rock Band nachgespielt werden. In der ersten Folge der Fernsehserie Being Human zitiert der Geist Sally die Song-Zeile I drive all night just to get back home und wird im Anschluss gefragt, ob sie ihren neuen Mitbewohnern mit Bon Jovi Angst machen wolle. In Supernatural singen die Protagonisten Dean und Sam Winchester das Lied in Staffel 3 Episode 16, in der Musical-Verfilmung Rock of Ages wird der Song von Tom Cruise gesungen.
Auf dem Kompilationsalbum This Left Feels Right wurde Wanted Dead Or Alive in einer alternativen Version als Promo-Single veröffentlicht.

### Never Say Goodbye
Never Say Goodbye war die vierte und letzte Single-Auskopplung aus dem Album und ist laut Jon Bon Jovi 1986 ebenfalls im Hause von Richie Samboras Eltern entstanden. Die Besonderheit des Liedes besteht darin, dass die Band erst zum zweiten Mal nach Silent Night die langsameren Töne einer Ballade anschlägt. In den beiden vorherigen Alben hatte die Band, um dem Hard-Rock-Image treu zu bleiben, lediglich mit Silent Night eine Ballade veröffentlicht. Aber mit den folgenden Alben nahm die Wichtigkeit der Balladen – der Rockballaden – zu und wurde einer der Grundsteine des kommerziellen Erfolges der Band: I’ll Be There for You aus dem Nachfolgealbum New Jersey wurde ein Nummer-1 Hit in den USA, Always aus dem Best-Of-Album Cross Road der erfolgreichste Hit der Band (bis zur Hitsingle It’s My Life aus dem Jahr 2000). Den Trend, den die Band mit Never Say Goodbye eingeschlagen hatte, hat die Band bis zuletzt beibehalten, so war zum Beispiel die einzige Hit-Single aus dem Album Lost Highway aus dem Jahr 2007 die Ballade (You Want to Make) a Memory.

### Weitere Titel
Let It Rock, Raise Your Hands und Wild in the Streets sind alles Lieder, die Unbeschwertheit und gute Laune vermitteln sollen. Der erste Track des Albums Let It Rock hat ein einminütiges Intro, bei dem Keyboard und E-Gitarre zum Einsatz kommen. Explizit geht es bei Raise Your Hands und Let It Rock darum, es „abgehen zu lassen“ (Im ersten Track kommt “Let it rock, let it go” gleich zweifach pro Refrain vor; mit “Raise your hands, when you want to let it go” beginnt der Refrain des sechsten Tracks). In Wild in the Streets wird erzählt, wie eine Gruppe im Auto laut feiernd durch die Straßen zieht und Spaß hat, um so die Probleme des Lebens einmal für kurze Zeit vergessen zu können. Der männliche Protagonist heißt „Joey“, und es gibt ein gleichnamiges Lied Joey auf dem späteren Bon-Jovi-Album Bounce. Allerdings ist nicht klar ob diese beiden Lieder einen gewollten Bezug aufeinander haben.
Social Disease, Without Love und I’d Die For You behandeln alle das Thema Liebe. Ersteres Lied beschreibt, dass man weder mit, noch ohne Liebe leben kann (“Can’t live with it, but you’ll die without it”) und wenn man „befallen“ ist, nicht mehr loskommt. Die Liebe verhielte sich also wie eine Krankheit. Ähnlich, aber ohne den negativen Aspekt, vermittelt Without Love, dass Liebe das Leben lebenswert mache (“Nothing else can get you through the night, nothing else feels right without love”). Es ist der dritte Song des Albums bei dem Desmond Child direkt mitgewirkt hat. I’d Die for You ist die Liebeserklärung eines Mannes an seine Angebetete und er verspricht, trotz seiner Verfehlungen, alles für sie zu tun (“I’d die for you, I’d cry for you, I’d do anything, I’d lie for you”). Bon Jovi hat während späterer Live-Touren auch eine langsame, ruhige Version dieses Lieds gespielt.

### Outtakes

#### Edge of a Broken Heart
Dieser Song schaffte es nicht auf das Album, war dann aber erstmals als B-Seite von Livin’ on a Prayer erhältlich. Edge of a Broken Heart war aber bei den Fans äußerst beliebt und wurde im Jahr 1987 auf dem Soundtrack für den Film Das Chaoten-Team verwendet. Das Lied erschien 1994 als B-Seite auf der Single Always sowie auch in der CD-Box 100,000,000 Bon Jovi Fans Can’t Be Wrong aus dem Jahr 2004. Auf der dazugehörigen DVD entschuldigte sich Jon dafür noch einmal, dass sie den Song nicht auf das Album genommen hatten. Jon Bon Jovi und Richie Sambora haben auch diesen Song zusammen mit Desmond Child geschrieben. Das Lied beschreibt die Liebe eines Mannes zu einer Frau, obwohl sie einen anderen Lebensgefährten hat, wobei nicht genau geschildert wird, ob der Protagonist und die Frau einmal ein Paar gewesen waren oder nicht.

#### Out of Bounds
Auch dieser Song schaffte es nicht auf das Album. Er wurde ursprünglich von Jon Bon Jovi und Richie Sambora für einen gleichnamigen Film des Jahres 1986 geschrieben, wurde aber schlussendlich nicht verwendet. Veröffentlicht wurde das Lied erst 2004 zusammen mit Edge of a Broken Heart. Es ist, im Gegensatz zu anderen Liedern der Band, ein härterer und sehr Gitarren-lastiger Song, das Keyboard kommt nicht zum Einsatz, dennoch setzt der Song stark auf Melodie. Er behandelt thematisch auf aggressive Weise das Leben in einer kriminellen Szene und ähnelt dem Inhalt von Jon Bon Jovis Solo-Album Blaze of Glory.

#### Borderline
Borderline ist ein weiterer Outtake des Albums, wurde aber auf einer EP-Version von Livin’ on a Prayer in Japan veröffentlicht und von Jon Bon Jovi und David Bryan geschrieben. Er unterscheidet sich stilistisch kaum von den anderen Liedern des Albums und behandelt textlich ein Paar, das sich nichts mehr zu sagen und das Vertrauen zueinander verloren hat und kurz vor der Trennung steht, allerdings bleibt die Perspektive auf einen der beiden beschränkt.

## Rezeption
Bon Jovi läutete mit dem Erfolg dieses Albums die massiven Dominanz des Hair-, beziehungsweise des Pop-Metals in der Musik der späten 80er und den beginnenden 90er Jahren ein. Danach folgten erfolgreiche Alben wie Girls, Girls, Girls oder Dr. Feelgood von Mötley Crüe, Open Up and Say... Ahh! von Poison oder auch New Jersey von Bon Jovi selbst.
Dieser Erfolg ist zu großen Teilen auch Desmond Child zu verdanken. Er war bei diesem Album erstmals Co-Songwriter einiger Songs. Von denen landeten zwei auf #1 der US-Charts. Er arbeitete seitdem an jedem Studio-Album der Band mit. Von den vier Nummer-1-Hits der Band in den USA ist nur einer ohne direkte Beihilfe von Desmond Child entstanden.
Sowohl unter Fans als auch unter Kritikern gilt Slippery When Wet im Allgemeinen als das bis heute beste Album der Gruppe. Das Magazin Rock Hard beispielsweise listete die Platte – als einziges Werk von Bon Jovi – in seiner 500 Alben umfassenden Bestenliste im Jahr 2007 auf dem 222. Platz. Andreas Himmelstein rezensierte das Album in selbigen Magazin folgendermaßen: „Auch für Bon Jovi hieß es mit dem dritten Album: Make it or break it! Um ganz auf Nummer Sicher zu gehen, wurde Desmond Child als Co-Songwriter engagiert, der für die beiden Mega-Hits You Give Love a Bad Name und Livin´ on a Prayer verantwortlich zeichnete. Viele Leute schrien damals beim erstmaligen Hören von You Give Love... sofort: ‚Ist doch voll bei Bonnie Tyler geklaut!‘
Und damit lagen sie gar nicht mal so falsch. In einem späteren Interview gestand Child: ‚Dies war der erste Song, den Jon und ich zusammen schrieben, und den Refrain hab ich bei mir selbst stibitzt. Es ist derselbe wie der von Bonnie Tylers If You Were a Woman, für die ich diesen Track ein paar Jahre vorher geschrieben hatte. Aber diese Version war nicht sonderlich erfolgreich. Allerdings fand ich den Refrain zu stark, um ihn einfach im Klo runterzuspülen, und so haben wir ihn halt noch mal verwendet.‘
Zu den beiden oben genannten Hits kam mit Wanted Dead or Alive noch eine vielfach veredelte Single-Auskopplung hinzu, die Slippery When Wet zu einem der meistverkauften Alben der achtziger Jahre machte.
Was gibt´s sonst noch zu einem Album zu sagen, von dem jeder, der dieses Heft in der Hand hält, mindestens die Hälfte aller Songs kennt? Vielleicht nur noch, dass sich wirklich niemand, der auch nur ein offenes Ohr für Stadionrock hat, dafür schämen muss, solch einen Meilenstein in seiner Plattensammlung zu haben. Schließlich hielten wohl nur die wenigsten ‚Monsters of Rock‘-Besucher 1986 Bon Jovi für eine Fehlbesetzung, als sie neben Bands wie Ozzy Osbourne und Def Leppard auftraten.
Mich selbst machte damals nur die plötzliche Begeisterung meiner damaligen Klassenkameraden für diese Band stutzig. Bis dato hatten sie all meine musikalischen Vorschläge mit angewiderter Miene abgelehnt. Dabei spielte ich ihnen doch ständig ähnliche Hochkaräter wie Possessed, Slayer und Metallica vor...“
Seinerzeit jedoch wurde Slippery When Wet trotz des kommerziellen Erfolges jedoch auch von vielen Kritikern eher mäßig aufgenommen. Diese Kritik ging hauptsächlich auf das Auftreten des Frontsängers zurück. So bescheinigte ihm etwa das Magazin Village Voice „kompetente Belanglosigkeit“, weiterhin führe er sich auf „wie ein Springsteen-Verschnitt im Mickey Mouse-Programm des Disney-Kanals“. Der Erfolg des Albums wurde damals von den Kritikern häufig mit der Attraktivität von Jon Bon Jovi erklärt.

## Kommerzieller Erfolg

### Chartplatzierungen
Das Album erreichte den ersten Platz der Billboard-Top-10, blieb dort insgesamt 8 Wochen und war außerdem Nr. 1 der Billboard Jahrescharts 1987. Zwei Singles des Albums erreichten die Nr.1 der US-Charts: You Give Love a Bad Name und Livin’ on a Prayer.
In Großbritannien war es ebenfalls überaus erfolgreich: Obwohl es nicht die Nr. 1 der Charts erreichte, blieb es insgesamt 123 Wochen in den Charts, so lange wie kein anderes Album der Band. Nur Cross Road, das Best-Of-Album von Bon Jovi aus dem Jahr 1994, verkaufte sich dort noch besser.
Im restlichen Europa war der Erfolg des Albums nicht mit dem aus Nordamerika oder Großbritannien zu vergleichen. So erreichte Bon Jovi in Deutschland mit dem Album beispielsweise lediglich Platz #11, von den Singles konnte sich Livin’ on a Prayer auf Platz #20 positionieren und Wanted Dead or Alive auf Platz #47. In anderen Ländern schaffte es Slippery When Wet zwar auch an die Spitze der Charts, kann sich allerdings nicht mit den Erfolgen späterer Bon-Jovi-Alben messen.
| ChartsChartplatzierungen       | Höchstplatzierung | Wochen |
| ------------------------------ | ----------------- | ------ |
| Deutschland (GfK)              | 11 (57 Wo.)       | 57     |
| Österreich (Ö3)                | 2 (30 Wo.)        | 30     |
| Schweiz (IFPI)                 | 1 (36 Wo.)        | 36     |
| Vereinigte Staaten (Billboard) | 1 (118 Wo.)       | 118    |
| Vereinigtes Königreich (OCC)   | 6 (141 Wo.)       | 141    |

| ChartsJahrescharts (1986) | Platzierung |
| ------------------------- | ----------- |
| Deutschland (GfK)         | 14          |
| Österreich (Ö3)           | 10          |
| Schweiz (IFPI)            | 4           |

| ChartsJahrescharts (1987)      | Platzierung |
| ------------------------------ | ----------- |
| Vereinigte Staaten (Billboard) | 1           |

### Auszeichnungen für Musikverkäufe
Das Album war vor allem in Nordamerika ein sehr großer Erfolg, allein in den USA wurde es über 17 Millionen Mal verkauft Auch eine Video-Version des Albums hat in den USA Doppelplatin Status erreicht. In Kanada wurde das Album noch im Jahr 1987 mit Diamant-Status ausgezeichnet, später erreichte dort dann auch die Video-Version Platin. Laut der Recording Industry Association of America ist Slippery When Wet in den USA das neuntmeistverkaufte Album der 1980er.
Slippery When Wet ist in Australien gleichsam das erfolgreichste Album der Band und wurde mit Sechsfach-Platin ausgezeichnet.
Insgesamt verkaufte sich das Album bis heute über 28 Millionen Mal weltweit und zählt damit zu den meistverkauften Musikalben.
| Land/Region                  | Auszeichnungen für Musikverkäufe (Land/Region, Auszeichnung, Verkäufe) | Verkäufe   |
| ---------------------------- | ---------------------------------------------------------------------- | ---------- |
| Australien (ARIA)            | 6× Platin                                                              | 420.000    |
| Dänemark (IFPI)              | Platin                                                                 | 20.000     |
| Deutschland (BVMI)           | Platin                                                                 | 500.000    |
| Finnland (IFPI)              | Platin                                                                 | 73.564     |
| Hongkong (IFPI/HKRIA)        | Gold                                                                   | 10.000     |
| Italien (FIMI)               | Gold                                                                   | 25.000     |
| Kanada (MC)                  | Diamant                                                                | 1.000.000  |
| Neuseeland (RMNZ)            | 7× Platin                                                              | 140.000    |
| Niederlande (NVPI)           | Platin                                                                 | 100.000    |
| Norwegen (IFPI)              | Gold                                                                   | 50.000     |
| Schweiz (IFPI)               | 2× Platin (Jambco) · + 2× Platin (Mercury) · + Platin (Phonogram)      | 250.000    |
| Singapur (RIAS)              | Gold                                                                   | 5.000      |
| Spanien (Promusicae)         | Platin                                                                 | 100.000    |
| Vereinigte Staaten (RIAA)    | 15× Platin                                                             | 15.000.000 |
| Vereinigtes Königreich (BPI) | 3× Platin                                                              | 900.000    |
| Insgesamt                    | 4× Gold · 31× Platin · 2× Diamant ·                                    | 18.593.564 |

Hauptartikel: Bon Jovi/Auszeichnungen für Musikverkäufe

## Videoveröffentlichung
1987 erschien unter dem Titel Slippery When Wet: The Videos eine 40-minütige VHS, welche das folgende Videomaterial beinhaltet:
1. Wild in the Streets
2. Livin’ on a Prayer (Live at MTV Awards 1987)
3. You Give Love a Bad Name
4. Never Say Goodbye
5. Livin’ on a Prayer
6. Wanted Dead or Alive